# Мельнлюке
Мельнлюке (швед. Mölnlycke) — місто на південному заході Швеції у лені Вестра-Йоталанд, адміністративний центр комуни Геррюда. 

## Населення
Станом на 2005 рік населення міста становило 14 439 осіб.
| Рік  | Населення |
| ---- | --------- |
| 1960 | 4641      |
| 1965 | 5207      |
| 1970 | 7360      |
| 1975 | 10400     |
| 1980 | 10631     |
| 1990 | 11529     |
| 1995 | 12825     |
| 2000 | 13675     |
| 2005 | 14439     |

## Посилання

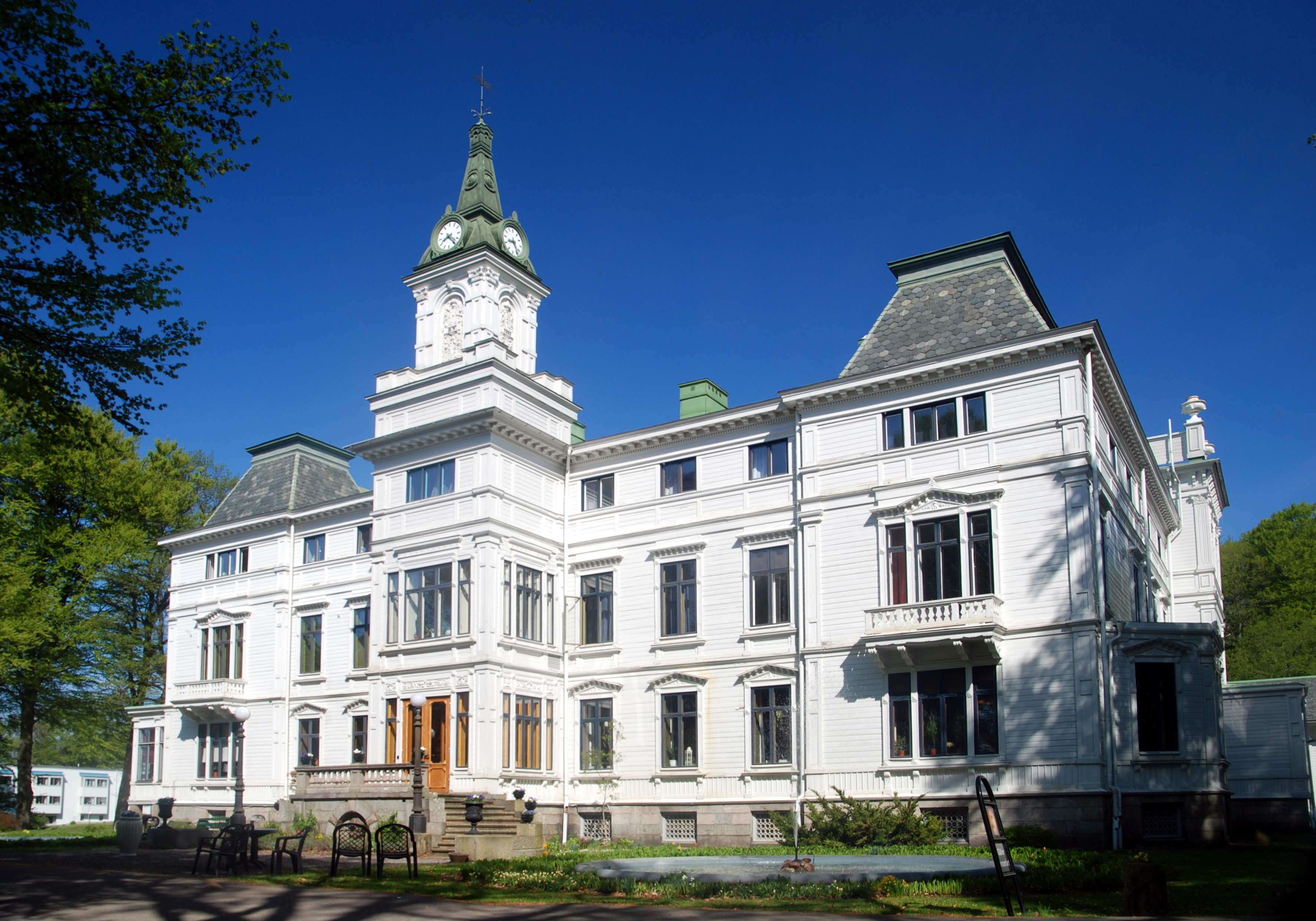
Вендельсберг-коледж